# 台湾乌头
台湾乌头（学名：Aconitum formosanum）为毛茛科乌头属下的一个种。

## 扩展阅读
- 維基物種上的相關：台湾乌头